# اورلند (کالیفرنیا)
اورلند (به انگلیسی: Orland) شهری در شهرستان گلن ایالت کالیفرنیا است که در سرشماری سال ۲۰۱۰ میلادی، ۷۲۹۱ نفر جمعیت داشته است.